# Rick Schroder
Rick Schroder, conosciuto anche come Ricky Schroder, all'anagrafe Richard Bartlett Schroder (New York, 13 aprile 1970), è un attore statunitense.
Ha ricevuto molte nomination (complessivamente 8) e conseguito numerose vittorie (7 in totale) per quanto riguarda i Golden Globe e soprattutto gli Young Artist Awards.

## Biografia
I suoi genitori, Diane Katherine Bartlett e Richard John Schroder, erano impiegati dell'azienda di telefonia AT&T.

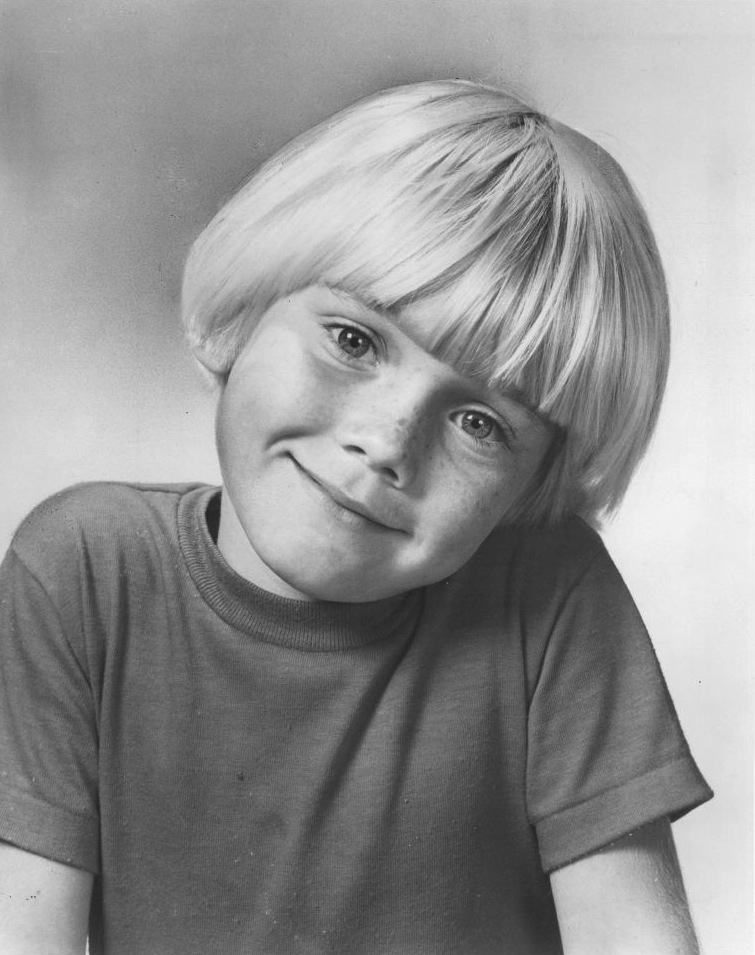
Rick Schroder nel 1976

### Infanzia e carriera da bambino
Rick Schroder ha iniziato la sua carriera nel 1979, alla giovane età di 9 anni, con il film Il campione di Franco Zeffirelli, vincendo subito, per questa sua prima interpretazione, il Golden Globe come miglior nuova star maschile rivelazione dell'anno. L'anno seguente è stato il giovanissimo protagonista de Il piccolo Lord e ha realizzato per la Disney il film L'ultimo viaggio dell'arca di Noè , pellicola costata 11 milioni di dollari e sonoro flop al botteghino, con la quale però ha ottenuto una nomination allo Young Artist Awards.
Dal 1982 al 1986 è stato protagonista della sit-com Il mio amico Ricky, vincendo due Young Artist Award. Tutto ciò ha contribuito a rendere Ricky Schroder, a livello internazionale, uno degli attori bambini più apprezzati e popolari di tutto il XX secolo. Nel 1989 ha partecipato al video del singolo Liberian Girl di Michael Jackson.

### Carriera da adulto
Con il passare degli anni Schroder, divenuto adulto, si è battuto per eliminare lo stereotipo che negli anni precedenti lo aveva etichettato come semplice attore bambino, volendo farsi conoscere come attore impegnato, maturo e serio, atto a sostenere ruoli più impegnativi rispetto alle precedenti interpretazioni. Ha quindi cambiato il suo nome accreditato nei titoli dei vari film da Ricky a Rick, preferendo sostenere ruoli che potessero aiutarlo per l'evoluzione e il perfezionamento della sua carriera da attore.
Nel corso degli anni è apparso in numerose pellicole cinematografiche, ma soprattutto in televisione. Dal 1998 al 2001 ha interpretato il detective Danny Sorenson in alcune stagioni della serie NYPD Blue, successivamente ha partecipato alla serie televisiva Squadra Med - Il coraggio delle donne. Ha interpretato l'infermiere Paul Flowers nella serie Scrubs - Medici ai primi ferri. Nel 2004 ha debuttato alla regia con il film Black Cloud, di cui è anche stato sceneggiatore ed interprete, e nel 2007 ha preso parte alla sesta stagione della serie televisiva 24.

## Vita privata
Dal 2000 fa parte della Chiesa dei Santi degli ultimi giorni. Nel 2016 ha divorziato dalla moglie Andrea, dopo circa ventiquattro anni di matrimonio, dal quale sono nati quattro figli.
È un appassionato di caccia avendo imparato a sparare già all'età di 10 anni, con l'aiuto di William Holden, sul set di Il bambino e il grande cacciatore. Pratica anche la pesca. Per molto tempo ha vissuto in un ranch di 15.000 acri, vicino a Grand Junction (Colorado), adiacente alla Grand Mesa National Forest.
Da sempre schierato su posizioni politiche conservatrici, Schroder è intervenuto alla Convention nazionale repubblicana del 2000.

## Controversie
- Nel maggio 2021, Schroder ha suscitato polemiche per un video caricato sui social network nel quale maltrattava un uomo che gli aveva imposto di indossare la mascherina durante la pandemia di COVID-19. [7]

## Filmografia parziale

### Cinema
- Il campione (The Champ), regia di Franco Zeffirelli (1979)
- Il piccolo Lord (Little Lord Fauntleroy), regia di Jack Gold (1980)
- L'ultimo viaggio dell'arca di Noè (The Last Flight of Noah's Ark), regia di Charles Jarrott (1980)
- Il bambino e il grande cacciatore (The Earthling), regia di Peter Collinson (1980)
- Broadway Danny Rose, regia di Woody Allen (1984) - non accreditato
- Una pista per due (Across the Tracks), regia di Sandy Tung (1990)
- I ribelli (There Goes My Baby), regia di Floyd Mutrux (1994)
- Allarme rosso (Crimson Tide), regia di Tony Scott (1995)
- I Woke Up Early the Day I Died, regia di Aris Iliopulos (1998)
- Poolhall Junkies, regia di Mars Callahan (2002)
- Ultima traccia: Barcellona (Face of Terror), regia di Bryan Goeres (2003)
- La reputazione (Consequence), regia di Anthony Hickox (2003)
- Black Cloud, regia di Ricky Schroder (2004)
- Locker 13: Down & Out, regia di Matthew Mebane, Jason Marsden – cortometraggio (2009)
- Blood Done Sign My Name, regia di Jeb Stuart (2010)
- In viaggio con una rock star (Get Him to the Greek), regia di Nicholas Stoller e Jason Marsden (2010)
- Locker 13, regia di Bruce Dellis, Jason Marsden (2014)

### Televisione
- Il piccolo Lord (Little Lord Fauntleroy), regia di Jack Gold – film TV (1980)
- Il mio amico Ricky (Silver Spoons) – serie TV (1982-1987)
- Noi due da soli (Two Kinds of Love), regia di Jack Bender – film TV (1983)
- Nel regno delle fiabe (Faerie Tale Theatre) – serie TV, episodio Hansel e Gretel (1983)
- Una ragione per vivere (A Reason to Live), regia di Peter Levin – film TV (1985)
- Dancer (Too Young the Hero), regia di Buzz Kulik – film TV (1988)
- Highway 91 - Strada senza uscita (Terror on Highway 91), regia di Jerry Jameson – film TV (1989)
- Sull'orlo del baratro (Out on the Edge), regia di John Pasquin – film TV (1989)
- Salverò i miei fratelli (A Son's Promise), regia di John Korty – film TV (1990)
- Tornato per uccidere (The Stranger Within), regia di Tom Holland – film TV (1990)
- Blood River - La vendetta corre sul fiume (Blood River), regia di Mel Damski – film TV (1991)
- Mio figlio è un assassino (My Son Johnny), regia di Peter Levin – film TV (1991)
- Il richiamo della foresta (Call of the Wild), regia di Michael Toshiyuki Uno – film TV (1993)
- Il coraggio di volare (To My Daughter with Love), regia di Kevin Hooks – film TV (1994)
- I ribelli (There Goes My Baby), regia di Floyd Mutrux – film TV (1994)
- False testimonianze (Innocent Victims), regia di Gilbert Cates – film TV (1996)
- Bad Generation - Scuola di sangue (Detention: The Siege at Johnson High), regia di Michael W. Watkins – film TV (1997)
- Un cuore pieno di pioggia (Heart Full of Rain), regia di Roger Young – film TV (1997)
- NYPD - New York Police Department (NYPD Blue) – serie TV (1999-2001)
- Gioco omicida (What We Did That Night), regia di Paul Shapiro – film TV (1999)
- Il battaglione perduto (The Lost Battalion), regia di Russell Mulcahy – film TV (2001)
- Scrubs - Medici ai primi ferri (Scrubs) – serie TV, 4 episodi (2003)
- Squadra Med - Il coraggio delle donne (Strong Medicine) – serie TV, 22 episodi (2005-2006)
- 24 – serie TV, 12 episodi (2007)
- Journey to the Center of the Earth, regia di T.J. Scott – film TV (2008)
- Andromeda (The Andromeda Strain) – miniserie TV (2008)

## Doppiatori italiani
- Fabio Boccanera in NYPD - New York Police Department, Ultima traccia: Barcellona, Andromeda
- Davide Lepore ne Il piccolo Lord, Il mio amico Ricky
- Marco Guadagno ne Il richiamo della foresta
- Georgia Lepore ne Il campione
- Oreste Baldini in Allarme rosso
- Massimo Rossi in False testimonianze
- Simone D'Andrea in Scrubs - Medici ai primi ferri
- Ruggero Andreozzi in Squadra Med - Il coraggio delle donne
- Francesco Prando in 24

## Premi e riconoscimenti
- Young Artist Award:
  - 1979 (nomination) - Best Juvenile Actor in a Motion Picture (The Champ)
  - 1980 (nomination) - Best Young Actor in a Major Motion Picture (The Last Flight of Noah's Ark)
  - 1981 - Best Young Motion Picture Actor (The Earthling)
  - 1982 (nomination) - Best Young Actor in a Movie Made for Television (Little Lord Fauntleroy)
  - 1982 - Best Young Actor in a New Television Series (Silver Spoons)
  - 1983 - Best Young Actor in a New Television Series (Silver Spoons)
- Golden Globe:
  - 1979 - New Star of the Year – Actor (The Champ)
  - 1990 (nomination) - Best Actor – Miniseries or Television Film (The Stranger Within)
- Young Hollywood Hall of Fame (1980's)